# Erik Bille-Brahe
Baron Erik Bille-Brahe, danski general, * 1. september 1883, † 8. avgust 1944.

## Življenjepis
Leta 1902 je končal šolanje na Katedralski šoli v Odensi, nato pa je leta 1905 postal poročnik v poljski artileriji. V letih 1914-17 je bil adjutant za obrambo, nato pa je bil leta 1919 povišan v stotnika. Nato je bil načelnik Poljskoartilerijske akademije (1919-23), načelnik taktičnega oddelka za fortifikacije in transport Generalštaba Danske kopenske vojske (1923-28), osebni adjutant kralja (1928), poveljnik Artilerijske podčastniške šole (1935-36), poveljnik Artilerijske šole (1936-39) in generalni inšpektor artilerije (1939-43). 